# Risleya
Risleya is een monotypisch geslacht van orchideeën uit de onderfamilie Epidendroideae.
Risleya atropurpurea is een saprofytische plant die voorkomt in Sphagnum-hoogvenen in de gebergtes van Tibet, Sikkim, Myanmar en Zuidwest-China (provincies Yunnan en Sichuan).

## Naamgeving en etymologie
De botanische naam Risleya is een eerbetoon aan Herbert Hope Risley (1851-1911), een Brits etnograaf en auteur van het werk Tribes and Castes of Bengal.

## Taxonomie
Risleya is een monotypisch geslacht, het omvat slechts één soort.

### Soorten
- Risleya atropurpurea King & Pantl. (1898)